# Ergasilus nerkae
Ergasilus nerkae är en kräftdjursart som beskrevs av L. S. Roberts 1963. Ergasilus nerkae ingår i släktet Ergasilus och familjen Ergasilidae. Inga underarter finns listade i Catalogue of Life.